# Nacaeus nevermannii
Nacaeus nevermannii är en skalbaggsart som först beskrevs av Max Bernhauer 1942.  Nacaeus nevermannii ingår i släktet Nacaeus och familjen kortvingar. Inga underarter finns listade i Catalogue of Life.